# محمد پیغمبری که از نو باید شناخت
محمد پیغمبری که از نو باید شناخت (به فرانسوی: La vie de Mahomet) کتابی است دربارهٔ محمد پسر عبدالله نوشته نویسنده رومانیایی کنستانتین ویرژیل گئورگیو و ترجمه ذبیح‌الله منصوری است. 
این کتاب در تیر ماه سال ۱۳۴۳ ابتدا به صورت پاورقی در مجله خواندنیها منتشر شد و سپس با مقدمه‌ای از علی‌اصغر امیرانی به صورت کتابی مستقل انتشار یافت. عنوان کتاب که حکایت از لزوم بازنگری در نحوه شناخت پیامبر اسلام داشت  موجب واکنش‌های متفاوتی شد و ازجمله در سال ۱۳۴۷ کتابی با عنوان «محمد، پیغمبر شناخته شده یا انتقاد از چند نویسنده معاصر» توسط محمدعلی انصاری در رد و پاسخ به این کتاب، منتشر شد. حتی امروز نیز گروهی کتاب محمد پیغمبری از نو باید شناخت را «یک سلسله مطالب بی‌اساس و بی‌پایه» می‌دانند. با این‌حال این کتاب را باید یکی از عوامل شهرت ذبیح‌الله منصوری دانست.

## منبع
1. ↑  «محمد پیغمبری که از نو باید شناخت». ایران اکتور. بایگانی‌شده از اصلی در ۲۸ ژانویه ۲۰۱۱. دریافت‌شده در ۲۸ می‌۲۰۱۰. تاریخ وارد شده در |تاریخ بازدید= را بررسی کنید (کمک)
2. ↑  علی اصغر امیرانی، «درباره این کتاب»، محمد پیغمبری که از نو باید شناخت، تهران: مجله خواندنیها، ص. ۳
3. ↑  عبدالله لطیف پور. «محمد، پیامبری که از نو باید شناخت». دریافت‌شده در ۲۸ می‌۲۰۱۰. تاریخ وارد شده در |تاریخ بازدید= را بررسی کنید (کمک)
4. ↑  مرکز تحقیقات کامپیوتری علوم اسلامی. «نقد و نظری بر کتاب «تاریخ اسلام»». پیام حوزه. دریافت‌شده در ۲۸ می‌۲۰۱۰. تاریخ وارد شده در |تاریخ بازدید= را بررسی کنید (کمک)
5. ↑  «آثار ذبیح الله منصوری ۵۰ نوبت چاپ شده‌است». خبرگزاری میراث فرهنگی. بایگانی‌شده از اصلی در ۲۳ سپتامبر ۲۰۱۱. دریافت‌شده در ۲۸ می‌۲۰۱۰. تاریخ وارد شده در |تاریخ بازدید= را بررسی کنید (کمک)